# Portolà (llibre)
El portolà és un manual generalment amb forma de llibre, usat en la navegació medieval per la mediterrània conformat per llistes sistemàtiques de ports, d'aquí el seu nom, les distàncies entre ells i les direccions per adreçar-s'hi; així mateix indiquen els accidents geogràfics de referència, els perills per a la navegació, les condicions dels ports o les fonts d'aigua dolça, entre altres informacions d'interès comercial. Les seves característiques permetien traçar múltiples rutes i itineraris.
Els portolans no són elements estrictament originals, però els seus precedents, els periples clàssics, no acostumaven a indicar el rumb, o els derroters medievals, informaven només d'un itinerari concret.
La representació gràfica de la informació dels portolans sobre un mapa donà lloc a la cartografia portolana, per la qual cosa, per extensió errònia del terme, les cartes portolanes són denominades portolans.
El portolà conservat més antic és el Liber de existencia riveriarum et forma maris nostri Mediterranei de principis del segle xiii, el seu anònim autor presenta la seva tècnica de recollida d'informació com innovadora i informa que, juntament amb el volum, ha construït una cartula mapamundi ubicant les referències segons se situen per la direcció dels vents i segons les milles de distància dels llocs. Així mateix indica que ha recollit la informació a partir del que li han dit els mariners i treballadors del port, i que l'obra ha estat realitzada per indicació d'un canonge de la catedral de Pisa.
El següent portolà conservat és el Compaso de navigare, ja en italià, de mitjan segle xiii, del qual se'n conserven diversos manuscrits, el més antic dels quals data de finals de la mateixa centúria.
La informació implícita d'aquestes obres és rellevant per a la comprensió dels orígens de la cartografia baixmedieval:
1. Els vincles amb la cultura eclesiàstica.
2. La relació entre els portolans i la cartografia portolana.
3. L'origen itàlic de la cartografia portolana.
4. L'ús de la brúixola.
5. El caràcter empíric i dinàmic en l'obtenció d'informació.
6. La importància de l'alfabetització dels productors y navegants.